# اپسوم (ایندیانا)
اپسوم (به انگلیسی: Epsom) یک منطقهٔ مسکونی در ایالات متحده آمریکا است که در ایندیانا واقع شده‌است. اپسوم ۱۵۵٫۱۵ متر بالاتر از سطح دریا قرار دارد.